# 吳至
吳至（1504年—？），字道卿，號中山，浙江省紹興府餘姚縣人，軍籍，明朝政治人物。

## 生平
治《易經》，嘉靖七年（1528年）戊子科浙江鄉試第二十七名舉人，年二十九歲中式嘉靖十一年（1532年）壬辰科第二甲第四十九名進士。吏部觀政，授刑部主事，歷陞員外郎、郎中，調山東濟南府知府，十九年降開州知州，陞廣信府知府，官終廣東惠州府知府。

## 家族
曾祖吳勤，贈南京刑部員外郎；祖吳秩；父吳徵；母何氏。重慶下，妻顧氏，繼妻李氏；弟可至；學至。